# 芦北町立佐敷小学校
芦北町立佐敷小学校（あしきたちょうりつ さしきしょうがっこう）は、熊本県葦北郡芦北町にある公立小学校。

## 沿革
田川小学校
- 1878年（明治11年） - 湯浦小学校田川分教場設置。
- 1889年（明治22年） - 佐敷小学校田川分教場と改称。
- 1905年（明治38年） - 田川尋常小学校として独立。
- 1941年（昭和16年） - 田川国民学校と改称。
- 1947年（昭和22年） - 佐敷町立田川小学校と改称
- 1955年（昭和30年） - 葦北町立田川小学校と改称
- 1970年（昭和45年） - 芦北町立田川小学校と改称
- 1972年（昭和47年） - 佐敷小学校へ統合

佐敷小学校
- 1790年（寛政2年） - 細川藩校として啓微堂創立。
- 1872年（明治5年） - 佐敷小学校創立。
- 1874年（明治7年） - 計石分教場設置。大尼田分教場設置。白木分教場設置。
- 1875年（明治8年） - 校舎移転（現在の芦北町社会教育センター）
- 1882年（明治15年） - 公立白木小学校独立。
- 1887年（明治20年）- 佐敷尋常小学校と改称。芦北高等小学校併設。現在地へ移転。
- 1888年（明治21年） - 芦北北部高等小学校と改称。
- 1892年（明治25年） - 計石尋常小学校独立。
- 1893年（明治26年） - 芦北中央高等小学校設立（佐敷・大野・湯浦組合立）。大尼田尋常小学校独立。
- 1897年（明治30年） - 組合立を解き佐敷尋常高等小学校と改称。
- 1905年（明治38年） - 伏木氏分教場設置。
- 1911年（明治44年） - 宮浦分教場設置。
- 1941年（昭和16年） - 佐敷国民学校と改称。
- 1947年（昭和22年） - 佐敷町立佐敷小学校と改称。宮浦分校廃止。
- 1955年（昭和30年） - 葦北町立佐敷小学校と改称
- 1970年（昭和45年） - 芦北町立佐敷小学校と改称
- 1972年（昭和47年） - 田川小学校を統合
- 1995年（平成7年） - 伏木氏分校休校
- 2002年（平成14年）3月 - 芦北町立大尼田小学校を統合
- 2012年（平成24年）3月 - 芦北町立計石小学校を統合